# Ramal de Jaguarão
O Ramal de Jaguarão era uma ferrovia de bitola métrica localizada na Região de Pelotas na fronteira com o Departamento de Cerro Largo (Uruguai). A linha iniciava na Estação Basílio, Município de Herval, passando por Arroio Grande até conectar-se em Jaguarão pela Ponte Internacional Barão de Mauá com a Linha Rio Branco no Uruguai.
No Plano Nacional de Viação o ramal faz parte da estrada de ferro EF-116 que liga Fortaleza com o Uruguai..